# Pobiina, Jașkiv
Pobiina (în ucraineană Побійна) este un sat în comuna Nahirna din raionul Jașkiv, regiunea Cerkasî, Ucraina.

## Demografie
Componența lingvistică a localității Pobiina
     Ucraineană (97,48%)
     Rusă (1,98%)
     Alte limbi (0,18%)
Conform recensământului din 2001, majoritatea populației localității Pobiina era vorbitoare de ucraineană (97,48%), existând în minoritate și vorbitori de rusă (1,98%).